# 黃鳳翔 (嘉靖進士)
黃鳳翔（15世紀—16世紀），字沖霄，號竹泉，雲南都司雲南右衛人，明朝政治人物。

## 生平
黃鳳翔是嘉靖四年舉人黃鳳翱之弟，當諸生時赴考曾經由落第變作擬錄，被監臨官怨恨，適逢學政來觀試，刻下新碑令二人暗中摸索，以五次為限，他們卻不用五就而依次猜中，監臨官驚異讚嘆。之後他多次參加鄉試不遇。正德十一年（1516年）鄉試首場中，仍未入選，分房考官後來拿到他遺下文章閱讀，才發現其文章字句駢麗，因而得推薦成舉人，嘉靖五年（1526年）中進士。
此後黃鳳翔應選，任桃源知縣，為政崇尚德化，審問從不拷打，涉及倫理總會自責，人民都感到悔悟，同時他又修理學校，公餘和諸生講學；當時朝廷修葺顯陵，他也為民代為捐輸。調任宣城知縣時，當地人揮淚送別。再陞南京刑部主事、刑部員外郎，因於宦官盜竊宮嬪髮簪一事得罪刑部尚書唐龍而外調重慶知府，又因審訊黃總兵事件執法公正，遭當權者嫉妒，最終辭官杜門，著作極多。甚富，四川人簡紹芳曾問楊慎：「黃竹泉其實平平。」楊慎回答：「好像竹泉得人，海內不易找到。」。

## 引用
1. 1 2  光緒《雲南府志·卷十二·人物志》：黃鳳翔 字沖霄，與其兄翺少相師友，始為諸生時下第作擬錄，監臨者見之嗔之；會觀風合試，兄弟競爽，偶刻新碑令暗中索摸之，限以五次，不待五而依次古點畫一一不爽，始驚異稱賞。屢試不偶，至己卯初場為房考所遺，反取其表讀之，駢麗精絕遂驚喜以薦；丙戌成進士為西曹郎，尚風節，有閹宦盜宮嬪寶簪，尚書唐漁石為翔坐，囑翔鞠之，乃直窮其狀，唐大怒為搆禍端，遂出守重慶。因訊黃總戎事執法不阿，為當事忌拂衣歸，杜門理舊業，所著甚富，蜀人簡西嶨常問楊慎曰：「黃竹泉平平耳。」曰：「如竹泉者，海內未易得也。」
2. ↑  光緒《雲南府志·卷十·選舉志》：歷朝進士……明……（嘉靖）丙戌科龔用卿榜 黃鳳翔 右衛人，仕至知府……歷科舉人……明……（正德）丙子科 黃鳳翔
3. ↑  道光《桃源縣志·卷十·政治考》：黃鳳翔，雲南衛人，嘉靖丙戌進士，知桃源縣，政先德化，不事箠楚，或涉倫理事輒自引責，民感悟；修理學校，公暇輒進諸生講論，士習一新，時修顯陵派工各邑，鳳翔為民代輸。調宣城令，民流涕送之，後陞南京刑部主事、重慶知府，往來經邑，士民爭以先睹為快，眾擬並請崇祀鄉賢未果，咸為歉然。 舊志